# Budapestért díj
A Budapestért díj a Fővárosi Önkormányzat által adományozott díj, amely bármely területen végzett kiemelkedő tevékenység elismerésére szolgál.

## Részletes leírás
A Fővárosi Önkormányzat 1992-ben alapította a díjat, amely kizárólag élő természetes személyeknek, valamint létező közösségeknek adományozható, kivéve azon személyeket, akik szolgálati kötelezettségük teljesítése során vagy azzal összefüggésben életüket veszítették. Adományozására egész évben, nemzeti ünnepek, jubileumok alkalmából, fővárosi eseményekhez kapcsolódóan van lehetőség.
A díj adományozásáról szóló javaslatot a főpolgármester terjeszti elő a Fővárosi Közgyűlés számára. Kezdetben a díjból évente legfeljebb 25, majd 2008. október 9. óta 26 adományozható. Ez utóbbi alól kivételek, amikor a Fővárosi Önkormányzat 1996-ban ünnepelte az 1956-os forradalom és szabadságharc 40. évfordulóját, így erre tekintettel 1996-ban a díjból legfeljebb 40 db volt adományozható, majd 1998-ban Pest-Buda és Óbuda egyesítésének 125. évfordulóját ünnepelte, így erre tekintettel 1998-ban a díjból legfeljebb 31 db volt adományozható.
Az elismeréssel képzőművészeti kivitelezésű plakett, ruhán, illetőleg egyenruhán viselhető kis díszítmény, valamint az adományozást igazoló okirat és 200 000 Ft jutalom jár. A díjjal járó jutalom adóköteles; forrása a Fővárosi Önkormányzat költségvetése. Az okirat az adományozás indokait, kiállítás keltét, az irat számát tartalmazza, és a főpolgármester írja alá. A díjat ugyanő adja át ünnepélyes keretek között. A díjazottak névsorát a Fővárosi Közlönyben teszik közzé.

## Díjazottak

### 2024[2]
- Balogh Jánosné óvónő
- Gólem Színház
- Juhász Gábor Gramofon-díjas jazzgitáros
- Katona Csaba, a Magyar Nemzeti Levéltár történésze a magyar történelem megismertetéséért és népszerűsítéséért
- NVC alkotócsapata
- Sándor Tibor, a fővárosi Szabó Ervin Könyvtár nyugalmazott vezetője
- Scherer Péter Jászai Mari-díjas színész és rendező a kortárs magyar színházi kultúra fejlesztéséért
- Sodró Eliza Junior Prima díjas színész
- Szőllősi Mariann helytörténész Újpest helytörténetének kutatásáért
- Vass Péter, a Fővárosi Önkormányzat Szombathelyi Idősek Otthona vezetője

### 2023[3]
- Bartos Erika meseíró,
- az Utcajogász Egyesület,
- Dr. Czermann Imre, a Terézvárosi Egészségügyi Szolgálat igazgatója,
- Kissné Márté Zsuzsanna, a Fővárosi Önkormányzat Kútvölgyi Úti Idősek Otthona intézményvezetője,
- Radnay Tibor, a BKV Zrt. metró felújítási projektigazgatója,
- a Budafoki Dohnányi Zenekar,
- a Kolompos együttes,
- a Napraforgó Utcai Bauhaus Egyesület,
- Szanyi-Karl Attila, az Ételt az Életért Közhasznú Alapítvány intézményvezetője,
- Dr. Temesvári István, a Fővárosi Választási Bizottság elnöke,
- Schwarcz Ádám (Beton.Hofi) rapper, zeneszerző, dalszövegíró
- és Halasi Imre Jászai Mari-díjas érdemes művész, rendező, színházigazgató.

### 2022[4]
- dr. Benda Mónika, Budapest Főváros fejlesztésért és üzemeltetésért felelős aljegyzője részére A közigazgatásban nagy hozzáértéssel végzett, kiemelkedő szakmai munkája, hivatástudata elismeréseként.
- Beöthy Mária, Podmaniczky- és Ezüst Ácsceruza díjas építész, helytörténész részére Közintézmények tervezésében, épületek műemléki rekonstrukciójában több évtizeden át folytatott építésztervezői munkájáért, az épített örökség védelméért végzett jelentős tevékenységéért.
- Borszéki Gyula, a Budapest Főváros XIII. Kerületi Önkormányzat Intézményműködtető és Fenntartó Központ igazgatója részére Budapest és a XIII. kerület fejlődése érdekében több mint két évtizeden át végzett, eredményes vezetői munkája elismeréseként.
- a Budapest Bike Maffia részére Köszönetképpen azért az emberségért, amelyet önzetlenül, a legelesettebbekért nap mint nap tanúsítanak.
- dr. Dobák András, a Tóth Ilona Egészségügyi Szolgálat főigazgató főorvosa részére Budapest lakosságának egészségügyi ellátásában végzett kimagasló, több évtizedes munkájáért.
- Ferdinandy György, József Attila- és Márai Sándor-díjas író, kritikus, irodalomtörténész, a Magyar Művészeti Akadémia rendes tagja részére Modern elbeszélő technikát, filmszerű szerkesztést alkalmazó, életrajzi elemekkel átitatott, az emigrációs irodalom tevékeny alkotójaként és kritikusaként folytatott irodalmi munkásságáért.
- a Ganz Ifjúsági Műhely Egyesület részére A műszaki tudományok iránt érdeklődő gyermekek és fiatalok számára hasznos időtöltést jelentő programok szervezéséért, közel négy évtizedes, elhivatott közösségépítő tevékenységéért.
- Hock Zoltán, az UV Újpesti Vagyonkezelő Zrt. vezérigazgatója részére Oktatási, kulturális és gazdasági területen, több évtizeden át folytatott áldozatos munkájáért, kiemelkedő szakmai elhivatottsággal végzett vezetői tevékenységéért.
- Horváth László, a Fonó Budai Zeneház Nonprofit Kft. ügyvezető igazgatója részére A Fonó Budai Zeneház vezetőjeként a magyar népzene gyűjtésében, kiadásában és népszerűsítésében kifejtett tevékenységéért.
- a Huszonkettesek Építészcsoport részére A budapesti épített környezeti örökség védelme, a társadalmi párbeszéd előmozdítása érdekében kifejtett tevékenységéért.
- a Magyar Könyvkiadók és Könyvterjesztők Egyesülése részére A kortárs magyar irodalom és a könyvek népszerűsítése érdekében végzett fáradhatatlan szervezőmunkájáért, közösségformáló és érdekvédelmi tevékenységéért.
- Major Éva, a Fővárosi Vízművek vízminőségi és környezetvédelmi osztályvezetője részére A budapesti vízminőség ellenőrzésében kifejtett két évtizedes, magas színvonalú és elkötelezett közszolgálati tevékenységéért.
- a Margó Irodalmi Fesztivál és Könyvvásár részére A kortárs irodalom népszerűsítése érdekében végzett fáradhatatlan munkájáért, közösségformáló, az irodalom közvetítésében új utakat kereső tevékenységéért.
- Másik János zeneszerző, énekes, előadóművész részére A budapesti zenei művészeti életben kifejtett tevékenységéért, zeneszerzői és előadóművészi eredményeiért.
- Molnár Ferenc táncos, koreográfus részére A Madách Színház tánckarának vezetőjeként a budapesti kulturális életben kifejtett munkásságáért, táncművészi és koreográfusi alkotóművészeti tevékenységéért.
- dr. Nebenführer László bőrgyógyász főorvos részére A fővárosi lakosság egészségének megőrzése és védelme érdekében végzett, hat évtizedes gyógyító tevékenysége elismeréseként.
- Orbán Tibor, a BKM Budapesti Közművek Nonprofit Zrt. távhőszolgáltatási és energetikai vezérigazgató-helyettese részére A budapesti távhőellátás fejlesztése, az energiahatékonyság fokozása és a megújuló energiaforrások rendszerintegrációja érdekében kifejtett, kiemelkedő szakmai tevékenységéért.
- Orosz Zoltán harmonikaművész részére Zenei sokszínűsége, szenvedélyes előadásmódja, nemzetközileg is elismert, kivételes tehetsége, értékteremtő művészeti munkája elismeréseként.
- a POKET Nonprofit Kft. részére Az összetartozás élményét nyújtó, a kultúra és az olvasás népszerűsítését célzó, példaértékű tevékenysége elismeréseként.
- a Red Bull Pilvaker közössége részére Az 1848-49-es forradalom és szabadságharc emlékezetének XXI. századi kifejezőeszközökkel történő népszerűsítésében végzett tevékenységéért.
- Rizmajer József, a Rizmajer Kézműves Sörfőzde alapítója, tulajdonosa részére A minőségi sör előállításában és a minőségi sörfogyasztás megteremtésében végzett szorgalmas és példaértékű munkájáért, aktív közösségépítő tevékenységéért.
- Szabó Simon színész, rendező részére A kulturális és művészeti értékek létrehozása, közvetítése terén végzett sokoldalú tevékenysége elismeréséül.
- Dr. Szebényi Attila, a Pestszentlőrinc-Pestszentimre Egészségügyi Szolgáltató Nonprofit Kft. főigazgató főorvosa, ügyvezetője részére Magas szintű szakmai hozzáértéssel és a betegek iránti elkötelezettséggel végzett orvosi és oktatói tevékenységéért, Budapest XVIII. kerülete egészségügyi ellátásának fejlesztése érdekében kifejtett eredményes munkájáért.
- Szendőfi Balázs természetfilmes, halkutató, a Magyar Haltani Társaság tagja részére Budapest és az egész ország vízi élővilágát bemutató természetfilmjeiért.
- Zoltán Mária Flóra festőművész, a Széchenyi Irodalmi és Művészeti Akadémia rendes tagja részére A nonfiguratív festészet meghatározó alakjaként betöltött szerepéért, európai mértékkel is jelentős művészi tevékenysége elismeréseként.
- a Zöld Jövő Környezetvédelmi Egyesület részére A helyi természeti értékek védelme és a környezeti kármentesítés előmozdítása érdekében több mint három évtizeden át kifejtett tevékenységért.

### 2021[5]
- Aknai Zoltán, a Menhely Alapítvány igazgatója részére. A fedél nélkül élő, otthontalan emberek helyzetének megváltoztatása, enyhítése érdekében végzett fáradhatatlan és áldozatos munkájáért.
- Az Aquincum-Mocsáros Egyesület részére. A Mocsárosdűlőért végzett, kiemelkedően hasznos, értékmentő tevékenységéért, környezettudatos szemléletre ösztönző, példamutató civil kezdeményezéseiért.
- Az Archikon Építésziroda részére. A városképet gazdagító építészeti értékek megőrzése és megújítása, Budapest élhetőbbé tétele érdekében folytatott tevékenysége, szemléletformáló és környezettudatos gondolkodásmódja elismeréseként.
- Árva János, a Magyar Köztisztviselők, Közalkalmazottak és Közszolgálati Dolgozók Szakszervezete Főpolgármesteri Hivatal és Intézmények Munkavállalóinak Szakszervezete elnöke részére. A Főpolgármesteri Hivatalnál és a fővárosi intézményeknél dolgozók érdekképviselete érdekében három évtizede folytatott áldozatos munkája elismeréséül.
- Barda Beáta, a Trafó Kortárs Művészetek Háza Nonprofit Kft. ügyvezető igazgatója részére. A nemzeti hagyományok kortárs megújításában betöltött szerepéért, a jelenkori magyar kultúra és kritikai művészet globális térbe emeléséért.
- Békés Itala, Kossuth- és Jászai Mari-díjas színművész, érdemes és kiváló művész részére. A budapesti és az országos színházkultúrában betöltött megkerülhetetlen szerepéért, a színpadon és a színházi életben nyújtott varázslatos alakításaiért.
- dr. Berényi Tamás, klinikai főorvos, aneszteziológus és intenzív terápiás, valamint sürgősségi orvostani szakorvos, egészségügyi szakértő, országos szakfelügyelő részére. A budapesti sürgősségi ellátásban, annak elindításában betöltött kiemelkedő szerepéért, innovatív rendszerfejlesztő és oktatói tevékenységéért, több évtizedes, magas színvonalú szakmai munkájáért.
- Bernárd János, a Budapesti Szabadidősport Szövetség és a Budai XI. Sportegyesület elnöke részére. A budapesti szabadidősport folyamatos mozgásban tartásáért, generációk egészség- és mozgáskultúráját megújító aktivitásáért.
- A Budapest Bár zenekar részére. Ismert és elfeledett dallamok formabontó feldolgozásával, a budapesti zenei élet színes egyéniségei közreműködésével létrehozott, műfajilag sokszínű alkotásaikért.
- dr. Dauner János, a Főpolgármesteri Hivatal Jogi Főosztályának vezetője részére. Több mint tizenöt éve, szakmája iránt példamutató elkötelezettséggel, a jogi szakterületek harmonizációja és együttműködése érdekében végzett közigazgatási és vezetői munkájáért.
- A Fedél Nélkül szerkesztősége részére. A hajléktalanságban élő embereket alkotóként megjelenítő, gondolataiknak hangot adó, fáradhatatlan támogató munkájáért.
- dr. Gajdátsy Árpád, háziorvostan és belgyógyász szakorvos, nyugalmazott főorvos, a Budapesti Módszertani Szociális Központ és Intézményei orvosa részére. A fővárosi hajléktalanellátás egészségügyi részlegeinek megszervezésében, vezetésében, a szolgáltatás biztosításában vállalt kiemelkedő szerepéért, magas színvonalon nyújtott háziorvosi munkájáért, a magyar egészségügy közel öt évtizedes szolgálatáért.
- Gyárfás István, Szabó Gábor-díjas jazzgitárművész, zenepedagógus részére. A főváros zenei életében betöltött meghatározó szerepéért, kiemelkedő előadóművészi és zenepedagógusi tevékenységéért, a jazz népszerűsítéséért.
- Legát Tibor, újságíró, szerkesztő részére. A budapesti tömegközlekedés történetének, kulturális és szakmai emlékezetének magas színvonalú megörökítéséért, a láthatatlan múlt megmentéséért.
- A Magyar Madármentők Alapítvány részére. A védett és fokozottan védett, valamint természetvédelmi oltalom alatt álló állatok mentéséért, gyógyításáért, ideiglenes és hosszú távú tartásáért, tenyésztéséért nagy szakmai odafigyeléssel és példamutató odaadással végzett munkája elismeréseként.
- Mihály Tibor, a Külker Evezős Klub Óbuda elnöke, a Magyar Evezős Szövetség örökös tiszteletbeli elnökségi tagja részére. A budapesti evezős sportéletben, illetve a Római-part épített és természeti értékeinek védelmében az elmúlt 40 évben végzett kiemelkedő szakmai és közösségi tevékenysége elismeréséül.
- Peskóné Dr. Buzna Andrea, a XV. kerületi Dr. Vass László Egészségügyi Intézmény főigazgató főorvosa részére. Az egészségügyi ellátásban több évtizede végzett kimagasló szakmai és vezetői tevékenysége elismeréseként.
- Dr. Pirisi Károly, a Budapest Esély Nonprofit Kft. ügyvezető igazgatója részére. A hátrányos helyzetű emberek foglalkoztatásáért, felzárkóztatásáért végzett több évtizedes fáradhatatlan munkájáért.
- Rácz Edit, a II. kerületi Polgármesteri Hivatal Humánszolgáltatási Igazgatóság Intézményirányítási Osztályának munkatársa részére. A humánszolgáltatási ágazat különböző területein hatalmas lelkesedéssel, munkabírással, kiemelkedő szakmai tudással és precizitással végzett, nélkülözhetetlen munkájáért.
- Radóczy Mária, tűzzománcművész részére. A tűzzománcművészetben végzett, nemzetközileg is kimagasló, több évtizedes munkássága elismeréseként, valamint fiatal művészek felkarolásában, a kultúra terjesztésében játszott szerepéért.
- A Re-Formáló szociális-, oktatási- és sportegyesület részére. A szegénység enyhítése, a szociális elesettség csökkentése érdekében végzett magas színvonalú tevékenysége, valamint élelmiszermentése eredményeként rászorulók százait segítő munkája elismeréseként.
- Szabóné Forgács Erika, a Budapesti Történeti Múzeum gazdasági igazgatója részére. Budapest történeti hagyományának magas szakmai színvonalon való megőrzéséért, a Budapesti Történeti Múzeum gazdasági hátterének biztosításáért.
- Vecsei H. Miklós, Junior Prima díjas színművész, rendező részére. A minőségi irodalom újszerű terjesztése, a kultúra és olvasás népszerűsítése érdekében végzett, közösségformáló tevékenységéért, erőteljes színpadi jelenlétéért.
- ifj. Vidnyánszky Attila, Junior Prima díjas színművész, rendező részére. Különleges formanyelvű, új utakat kereső rendezéseiért, impulzív színészi játékáért, erőteljes közösségformáló szerepéért.
- Vinis Gyula, a Gyermekvasút vontatási telephely nyugalmazott műszaki vezetője részére. A MÁV Zrt. Széchenyi-hegyi Gyermekvasút működése, üzembentartása érdekében végzett öt évtizednyi fáradhatatlan tevékenységéért, gyermekvasutas nemzedékek oktatásában, nevelésében végzett, mindig naprakész és megújulni képes, elkötelezett munkájáért.
- Zelenka Pál Győző, a Közlekedési Műszergyártó Zrt. elnöke részére. A fővárosi ipari hagyományok megőrzése, a gyár életben tartása, korszerűsítése érdekében folytatott munkája, a szakmunkás- és mérnökképzésben betöltött szerepe és karitatív tevékenysége elismeréseként.

### 2020[6]
- Arató György, okleveles építészmérnök, a XIII. kerület nyugalmazott főépítésze, a Főépítészi Életmű Díj kitüntetettje Budapest épített környezetének alakításáért, védelméért és a felelős építészeti jövőkép kialakítása érdekében a fővárosi, valamint több kerületi önkormányzatnál végzett három évtizedes, magas színvonalú szakmai tevékenységéért, kiemelkedő életútja elismeréseként.
- Dr. Benkő Jánosné, a Fővárosi Önkormányzat Gödöllői Idősek Otthona gazdasági vezetője, több mint ötvenéves, felelősségteljes, az intézmény pénzügyi stabilitását biztosító szakmai tevékenységéért, az emberi méltóságot tiszteletben tartó, példaértékű hozzáállásáért.
- Brutóczky László, a Főpolgármesteri Hivatal Koordinációért, Vagyongazdálkodásért és Humán Területekért Felelős Aljegyző Irodájának vezetője közel harmincéves, kimagasló felelősségtudattal és szorgalommal végzett közigazgatási munkájáért, vezetői tevékenysége elismeréseként.
- Erdős Virág, József Attila-díjas író, költő a társadalmi problémákra érzékenyen reflektáló alkotómunkája, a közéleti költészet megújításában játszott szerepe, sajátos költői hangja elismeréseként.
- Galkó Balázs, színművész végtelen humanizmusáért, társadalmi érzékenységéért, a kultúra iránti olthatatlan szeretetéért, a színjátszás megújításában játszott szerepéért.
- Garay Klára, Podmaniczky-díjas városvédő, a Budapesti Városvédő Egyesület elnökségi tagja a főváros, különösen a Városliget természeti értékeinek feltárásában, megőrzésében vállalt szerepéért, állhatatos ismeretterjesztő munkájáért.
- Habitat for Humanity a fővárosi lakhatási szegénység elleni küzdelemben vállalt szerepéért, széles körű társadalmi összefogást teremtő tevékenységéért.
- Dr. Kittka Dalma, a Főpolgármesteri Hivatal Közbeszerzési és Projektmenedzsment Főosztályának vezetője aagy elhivatottsággal és precizitással folytatott jogi tevékenysége, közbeszerzési területen végzett magas színvonalú szakmai és vezetői munkája elismeréseként.
- Kövesdiné Martin Nóra, gyógytornász, a Budapest XII. kerületi Német Nemzetiségi Önkormányzat és a Svábhegyi Hagyományőrző Egyesület elnöke a svábhegyi hagyományok felélesztéséért és ápolásáért végzett közösségépítő tevékenysége elismeréséül.
- Levegő Munkacsoport az egészséges emberi környezet biztosítása, az állampolgári részvételiség lehetőségeinek bővítése, a lakosság szemléletformálása érdekében folytatott tevékenységéért.
- Dr. Lőrincz Valéria, a Főpolgármesteri Hivatal Vagyongazdálkodási Főosztályának vezetője vagyongazdálkodási területen nagy felkészültséggel és felelősségteljesen végzett szakmai és vezetői munkájáért.
- Dr. Papp Magor, a Budapesti Módszertani Szociális Központ és Intézményei alap- és járóbeteg szakellátásért felelős vezetője, háziorvos a hajléktalan emberek helyzetének, valamint a budapesti lakosság egészségügyi állapotának javítása érdekében végzett kitartó munkájáért, a szemléletformálást és prevenciót hangsúlyozó szakmai tevékenységéért.
- P. Szűcs Julianna, Munkácsy Mihály-díjas művészettörténész, kritikus, egyetemi tanár, a Mozgó Világ folyóirat főszerkesztője több évtizedes művészettörténészi, szerkesztői és kritikai tevékenységéért, a sajtószabadságért folytatott küzdelmei elismeréseként.
- Rázene Városi Fúvószenekar a zenekultúra terjesztéséért, a fúvószene népszerűsítéséért végzett több évtizedes művészeti és közösségépítő tevékenységéért.
- Schrammel Imre, Kossuth-, Munkácsy Mihály- és Prima Primissima díjas keramikusművész, egyetemi tanár, a Nemzet Művésze nagyerejű, természetelvű szobrászata és az ezredvégi magyar kerámiaművészetet megújító szakmai és oktatói munkássága elismeréseként.
- Sebestyén Ilona (Cica mama), a Róma Ételbár egykori tulajdonosa, üzletvezetője a Róma Ételbár létrehozásával és működtetésével végzett, évtizedeken át tartó közösségépítő tevékenységéért.
- Dr. Sztakó Péter, az Uzsoki Utcai Kórház Szülészet-Nőgyógyászati Osztályának főorvosa, jogi szakokleveles orvos, egészségügyi szakmenedzser, igazságügyi orvosszakértő, kórházi főtanácsos a szülészet-nőgyógyászat területén nagy elkötelezettséggel végzett szakmai és vezetői munkája elismeréseként.
- Dr. Takács Endre, bőrgyógyász, a Szent Margit Rendelőintézet címzetes főorvosa a fővárosi betegellátásban eltöltött négy évtizedes, elhivatott, magas színvonalú szakmai munkája elismeréseként.
- Tarján Péter, színművész művészi teljesítménye, elhivatottsága és fáradhatatlan kultúraközvetítő munkája elismeréseként.
- Tárnoki Erzsébet, az Óbudai Egyesített Bölcsődék intézményvezetője a fővárosi gyermekvédelem és -gondozás területén eltöltött négy évtizedes, lelkiismeretes munkájáért, a sérült csecsemők korai fejlesztése terén elért magas színvonalú szakmai tevékenysége elismeréseként.
- Valyo – Város és Folyó Egyesület a vízpartok és városi terek kapcsolatának erősítése érdekében végzett szemlélet- és közösségformáló kulturális, oktató és kutató tevékenységéért.

### 2019[7]
1. Auguszt Olga cukrászmester
2. Babákné Kálmán Mariann, a Fővárosi Szabó Ervin Könyvtár Kölcsönzési és Raktári Osztályának nyugalmazott vezetője
3. Balázs Péter színművész, színházigazgató
4. Bálint Imre építész
5. Baloghné Végvári Ágnes nyugalmazott környezetvédelmi referens
6. Cserhalmi György színművész
7. Csurgay Árpád István villamosmérnök
8. Ganczer Gábor, a Hungexpo Zrt. vezérigazgatója
9. Gémes Lajosné Szőnyi Erzsébet zeneszerző, zenepedagógus, karnagy
10. Jambrik Rudolf tűzoltó ezredes, a Fővárosi Katasztrófavédelmi Igazgatóság Dél-pesti Kirendeltségének nyugalmazott vezetője
11. Keleti Éva fotóművész
12. Kemecsei Zoltán János, a Főpolgármesteri Hivatal Adó Főosztályának vezetője
13. Martonosi György dobművész
14. Máté Bence természetfotós
15. Ónodi Szabó Lajos okleveles építészmérnök
16. Pongrácz Katalin, a Főpolgármesteri Hivatal Városépítési Főosztály Városrendezési Osztályának nyugalmazott vezetője
17. Regőczy Krisztina olimpiai ezüstérmes és világbajnok műkorcsolyázó
18. Sallay András olimpiai ezüstérmes és világbajnok műkorcsolyázó
19. Szentmiklósi Péter, a Fővárosi Önkormányzat volt főtanácsadója
20. Szikora Róbert előadóművész, az R-GO együttes vezetője
21. Szöllősi György, a Magyar Sportújságírók Szövetsége elnöke, a Nemzeti Sport-csoport főszerkesztője
22. Tordai Teri színművésznő

### 2018[8]
1. Barts J. Balázs, Budapest Főváros Vagyonkezelő Központ Zrt. vezérigazgatója a Fővárosi Önkormányzat vagyonkezelésével kapcsolatos feladatainak magas színvonalú ellátásáért, sikeres szakmai és vezetői munkája elismeréseként.
2. Borbás Mária, a Magyar Érdemrend lovagkeresztjével kitüntetett szerkesztő-műsorvezető Magyarországot és a határon túli magyarlakta területeket közvetlen és természetes módon bemutató, műfajteremtő alkotásaiért.
3. Buncsák Piroska, az Óbudai Árpád Gimnázium könyvtárostanára, gyermekvédelmi felelőse kreatív, értékteremtő és hagyományokat ápoló, hosszú éveken át emberséggel és magas színvonalon végzett pedagógusi, szakmai munkája elismeréseként.
4. Dr. Csonkás István, a Fővárosi Önkormányzat és a Főpolgármesteri Hivatal doajenje, a Főpolgármesteri Hivatal Szervezési Főosztályának volt vezetője példaértékű hivatástudattal végzett közigazgatási munkájáért, köztisztviselői életpályája elismeréseként.
5. Dr. Folyovich András PhD, a Szent János Kórház és Észak-budai Egyesített Kórházak Neurológiai Osztály – Stroke Centrumának osztályvezető főorvosa több évtizeden át magas színvonalon végzett gyógyító munkája, valamint kiemelkedő tudományos kutatási eredményei és példaértékű szakmai közéleti szerepvállalása elismeréseként.
6. Dr. Greschik Gyula PhD okleveles mérnök, a műszaki tudományok kandidátusa, egyetemi magántanár kiemelkedő tudományos munkásságáért, a magyar mérnökképzésben végzett több évtizedes, magas szintű oktatói tevékenysége elismeréseként.
7. Hampel Katalin viselettervező a régi magyar viseleti hagyományokat ápoló és újraértelmező kreatív munkája elismeréseként.
8. Hűvösvölgyi Ildikó Kossuth-díjas színművésznő páratlanul gazdag színművészi pályafutásáért, színpadi és filmes szerepeiben nyújtott felejthetetlen alakításaiért.
9. Kenessey László, az Óbudai Szent Péter és Pál Főplébánia karnagya, a Szent Péter és Pál Katolikus Általános Iskola alapítója és volt igazgatója, zenepedagógus négy évtizedes közösségteremtő zenepedagógusi munkájáért, az óbudai egyházzenei élet és egyházi oktatás újraindításában végzett fáradhatatlan és áldozatos tevékenysége elismeréseként.
10. Dr. Komáromi György, a Radnóti Miklós Színház gazdasági igazgatója, a Budapesti Gazdasági Egyetem docense a Színházak Éjszakája projektvezetőjeként Budapest színházi életét felpezsdítő és a fővárosi színházakat népszerűsítő szerepe elismeréseként.
11. Marék Veronika József Attila-díjas író, grafikus a magyar gyermekirodalom kiemelkedő jelentőségű alkotójaként felnőtteket és gyermekeket egyaránt magával ragadó, több mint hat évtizedes írói munkássága elismeréseként.
12. Németh László, a Főpolgármesteri Hivatal Városigazgatóság Főosztályának vezetője a főváros érdekében kimagasló színvonalon, nagy szakmai elkötelezettséggel végzett közigazgatási és vezetői tevékenysége elismeréseként.
13. Pap Zoltán, a BDK Budapesti Dísz- és Közvilágítási Kft. ügyvezetője Budapest közvilágítási hálózatának fejlesztésében és az „okos város" megvalósításához kapcsolódó közvilágítási szolgáltatások kiépítésében nyújtott vezetői munkája elismeréseként.
14. Radnainé Dr. Fogarasi Katalin, a Nemzeti Örökség Intézetének főigazgatója, a Magyar Érdemrend tisztikeresztjének kitüntetettje a nemzeti sírkertek bemutatása, megújítása, továbbá a színvonalasabb kegyeleti kultúra megvalósulása érdekében végzett elkötelezett munkájáért, kiemelkedő jelentőségű társadalmi szerepvállalásáért.
15. Raduly József, a Magyar Művészeti Akadémia köztestületi tagja, a Magyar Kultúra Lovagja, volt fővárosi képviselő a cigányzene presztízsének helyreállításában, a cigány kultúra és oktatás fejlesztésében, valamint a társadalmi felzárkóztatás érdekében kifejtett önzetlen és példaértékű tevékenységéért.
16. Skrabski Fruzsina, a Három Királyfi, Három Királylány Mozgalom vezetője, újságíró a családközpontú szemlélet és a tudatos gyermekvállalás hangsúlyossá tételéért végzett elkötelezett tevékenysége, társadalmi szerepvállalása elismeréseként.
17. Szacsvay László a Nemzet Színésze címmel kitüntetett, Jászai Mari-díjas színművész, Érdemes és Kiváló Művész fél évszázados színművészi pályafutása során nyújtott emlékezetes alakításaiért, egyedülállóan sajátos szerepmegformálásaiért.
18. Szidor László, az Old Boys zenekar vezetője a nemzetközi zenetörténelem több évtizedes gyöngyszemeit megszólaltató, repertoárjában mindig megújuló együttes vezetőjeként a magyar könnyűzene világában betöltött emblematikus szerepéért.
19. Szőke Gábor Miklós képzőművész, a kortárs képzőművészet hazai és nemzetközi elismerést hozó képviselője Budapest városképét meghatározó és stílusteremtő monumentális köztéri alkotásai elismeréseként.
20. Szűcs Somlyó Mária, kommunikációs igazgató, önkormányzati főtanácsadó Budapest lakosságának hiteles és magas színvonalú tájékoztatásáért, a fővárosi sajtóesemények megszervezéséért és a Fővárosi Önkormányzatnál folyó munka közvéleménnyel történő folyamatos megismertetéséért.
21. Tamás Ilona, az Észak-Budapesti Tankerületi Központ igazgatója kiemelkedő szakmai és vezetői munkájáért, a „Tankerhír" elektronikus folyóirat létrehozásában és az egészséges táplálkozást előtérbe helyező, új szemléletű iskolabüfé-program megvalósításában vállalt szerepe elismeréseként.
22. Dr. Tomkó László, az Óbudai Szent Péter és Pál Főplébánia diakónusa áldozatos szociális és közösségépítő tevékenységéért, több mint két évtizedes egyházi szolgálata, valamint hosszú, eredményes orvosi, gyógyító munkája elismeréseként.
23. Túry Árpád díszítő faszobrász, az eredeti Liversing együttes énekese a 60-as évek egyik legmarkánsabb, a kommunista hatalom által üldözött zenei formációjában nyújtott felejthetetlen előadásaiért, Budapest könnyűzenei életében betöltött korai meghatározó szerepe elismeréseként.
24. Véghné Reményi Mária Matild, a Nyugdíjasok Budapesti Szövetsége elnöke, igazságügyi mérnök szakértő az aktív időskor meghosszabbításáért, a nyugdíjas korosztály megfelelő életkörülményeinek biztosításáért és a rászorulók élethelyzetének javításáért végzett áldozatos munkája elismeréseként.
25. Zoób Kati, a Magyar Köztársasági Érdemrend lovagkeresztjével kitüntetett alkotóművész, Magyarország kulturális nagykövete, a magyar divatszakma ikonikus képviselője hazai és nemzetközi elismerést szerző, egyedi stílusú tervező- és alkotómunkájáért.
26. Belváros-Lipótváros Egészségügyi Szolgálat a budapesti járóbeteg-ellátás területén kiemelkedő szakmai tudással és technikai felszereltséggel húsz éven át végzett gyógyító és egészségmegőrző tevékenységéért. (A díjat átvette: dr. Birtalan Lajos főigazgató)

### 2016[10]
1. Hámori Mária, Teleki Blanka- és Bárczy István-díjas nyugalmazott óvodavezető
2. Lőrincz Edina, az Óbudai Kulturális Központ ügyvezető igazgatója
3. Megyesné dr. Hermann Judit, Budapest Főváros Főpolgármesteri Hivatalának aljegyzője
4. Nagyné Varga Melinda a Főpolgármesteri Hivatal Kulturális, Turisztikai, Sport, Köznevelési és Szociálpolitikai Főosztályának vezetője
5. Népessy Noémi, az Óbuda Múzeum igazgatója
6. Tóth Balázsné Brunszvik Teréz-, Teleki Blanka- és Németh László-díjas nyugalmazott óvodavezető
7. Dr. Badacsonyi Szabolcs, a Szent Margit Kórház megbízott főigazgatója
8. Balázs János, Liszt Ferenc- és Junior Prima díjas zongoraművész, tanár, a Cziffra Fesztivál művészeti vezetője, az MMA köztestületi tagja
9. Bohus Zoltán, a Nemzet Művésze címmel kitüntetett, Munkácsy Mihály- és Kossuth-díjas szobrászművész, üvegtervező
10. Erdélyi Tibor, Erkel Ferenc-díjas táncművész, koreográfus, fafaragó művész, a népművészet mestere, érdemes művész
11. Flesch Tamás, a Continental Group Kft. ügyvezető igazgatója
12. Dr. Gömör Béla, Szent-Györgyi Albert-díjas reumatológus, egyetemi tanár
13. Harsányi Gábor, Jászai Mari-díjas színművész, érdemes művész
14. Hollerung Gábor, a Magyar Köztársasági Érdemrend lovagkeresztjével kitüntetett, Liszt Ferenc-díjas karmester
15. Jánosa Domokos, pápai káplán, címzetes prépost, a látássérültek referense, plébános
16. Dr. Járdányi Gergely, Liszt Ferenc-díjas nagybőgőművész
17. Kis Tamás, nyugalmazott divízióvezető
18. Sármay András, a Fővárosi Vízművek Zrt. igazgatósági elnöke
19. Somogyvári Géza, üzem- és rendszerszervező mérnök, az 1956-os forradalom és szabadságharc résztvevője
20. Szabó József, a Főkert Zrt. vezérigazgatója
21. Dr. Varjú Imre, belgyógyász, kardiológus, a Szent Margit Kórház osztályvezető főorvosa
22. Végh Tamás, nyugalmazott református lelkipásztor
23. Ars Sacra Alapítvány
24. Belvárosi Fesztivál Közössége
25. A Magyar Állami Operaház énekkara
26. a Kossuth-, Liszt Ferenc-, Prima Primissima és Womex-díjas Muzsikás együttes

### 2015[11]
1. Bálint Beáta
2. Dr. Feledy Balázs
3. Filip Tamás
4. Dr. Futó Péter
5. Galgóczy Árpád
6. Gergely Gábor
7. Dr. Gönczi Ambrus
8. Dr. Hollósi Antal Gábor
9. Horváth Zoltán
10. Incze Ildikó
11. Klampár Tibor
12. Kobzos Kiss Tamás[12]
13. Menyhárt Sándor
14. Orbán Kálmán
15. Pósch Mária
16. Dr. Prehlik Lajos
17. R. Törley Mária
18. Rédei Éva
19. Török Ferenc
20. Dr. Tőrös Edit
21. Piros Orr Bohócdoktorok Alapítvány

### 2014[13]
1. Albrecht Ute
2. Dr. Fallerné Hajdu Katalin Anna
3. Müller Istvánné
4. Rúzsa Magdolna
5. Dr. Vasváry Artúrné
6. Bokor János
7. Farkas Bálint
8. Frenák Pál
9. Győrffy László
10. Dr. Kállay Emil
11. Dr. Kamuti Jenő
12. Kányádi Sándor
13. Dr. Kovács Attila Ferenc
14. Kovács Sándor
15. Rimanóczy Jenő
16. Prof. Dr. Simon Tamás
17. Sóron László
18. Takaró Mihály
19. Tátrai Tibor
20. A Magyar Állami Népi Együttes tagjai
21. Magyar Zsidó Kulturális Egyesület
22. Római Sport Egyesület

### 2013
1. Palkó György
2. Peter Cerny Alapítvány a Beteg Koraszülöttek Gyógyításáért
3. Prof. dr. Nagy Zoltán
4. Gőz László
5. Dr. Kovács Ivánné
6. Dr. Szepesi János
7. Cseri Kálmán
8. A Színházak Éjszakája stábja
9. Prof. dr. Ádány Róza
10. Morva Emília
11. Attraction Látványszínház
12. Börcsök Enikő
13. Benedek György
14. Geiger György
15. Szöllősiné dr. Vári Zsuzsanna
16. Molnár György
17. Margittai Katalin
18. Gyimesi Róbert
19. Dragan Veliki
20. Cziffra Mihály
21. Dr. Gabai János
22. Gábriel Tibor
23. Dr. Szabados Pál
24. Óbudai Egyetem Bánki Donát Gépész- és Biztonságtechnikai Kar, Tésztahídépítő Szakmai kör
25. Bogsch Erik
26. Hosszú Katinka

### 2012
1. BRFK Életvédelmi Osztály West Balkán Csoportja
2. Fővárosi Tűzoltóparancsnokság Erzsébeti Tűzőrsége
3. Balogh Dezső
4. Bencsikné Kucska Zsuzsanna
5. Burger Barna
6. Fekete János
7. Dr. Forrai Mária
8. Garbóci László
9. Gáspár Sándor
10. Gerendai Károly
11. Prof. dr. Hangody László
12. Dr. Hermann Róbert
13. Kerekes Éva
14. Kovács Ákos
15. Kovátsné dr. Honthy Kinga
16. Meczner János
17. Mihály Gábor
18. Németh Istvánné
19. Pánti Imre
20. Porogi András
21. Dr. Sági Lajosné
22. Sándor György
23. Schulek Mátyás
24. Sebestyén Lajosné
25. Semmelweis Tibor[14]
26. Szvorák Katalin
27. Zászkaliczky Péter

## Lásd még
- A Budapestért díjasok kategóriája